# 孔元
孔 元（こう げん、? - 1282年）は、13世紀後半にモンゴル帝国及び大元ウルスに仕えた漢人将軍の一人。字は彦亨。

## 略歴
トルイ家の投下領であり、漢人四大軍閥の一角たる史家の根拠地、真定に生まれた。
1237年(丁酉)、家を捨てて従軍し、史天沢の麾下に入った。この頃、モンゴル帝国と南宋との間では戦端が開かれており、1238年(戊戌)には焦湖の奪取に従軍し、寿春の包囲戦では西堡に先駆けしこれを落とすという功績を挙げた。1239年(己亥)には安豊の征服に従い、敵軍の撃退に力を尽くした。
それから10年後、1249年(己酉)には泗州を包囲してこれを攻略し、1251年(辛亥)には五堂山寨を攻撃し捕虜を得て帰還した。同年には新たにモンケが即位しており、モンケの命によってクビライを総司令とする新たな軍団が編成され、孔元はその左翼軍に当たるタガチャル軍に所属した。1258年(戊午)、樊城攻めに従軍し、親王タガチャルの命を受けて樊城の西堡を攻撃し、数百人を殺して斬首十九級を献上するという功績を挙げた。
1260年(中統元年)、モンケが亡くなると遠征軍を率いて南宋と対峙するクビライと首都カラコルムに残留していたアリクブケとの間で帝位継承戦争が勃発し、孔元はクビライ派について北方モンゴリアへの侵攻に従軍した。
1274年(至元11年)、孔元は再開された南宋遠征に従軍し、各地で勝利を重ねた。1277年(至元14年)、南宋遠征での功績によって武略将軍・管軍千戸とされた。翌1278年(至元15年)には軍を北に帰し、更に武義将軍・侍衛親軍千戸とされ下賜された金符を帯びた。
1279年(至元16年)にはオイラト人のベクレミシュに従ってウス(兀速)洋まで至って戻り、更に軍の半分を分けてその要害の地を抑えた。これによって「シリギの乱」の残党も潰走し、ベクレミシュ・孔元らは敵軍の輜重・牛馬を獲得した。クビライはその功績を大いに喜び、彼等に厚く褒賞し、孔元は宣武将軍・右衛親軍総管とされた。
それから3年後、1282年(至元19年)に孔元は亡くなった。

## 子孫
孔元の死後、息子の鷹揚が後を継ぎ、昭信校尉・右衛親軍弩軍千戸の職を授かり、金符を帯びた。1308年(至大元年)、病によって亡くなった。
その後、鷹揚の息子の成祖が後を継いだが1315年(延祐2年)に亡くなり、その後は息子の那海(ノカイ)が後を継いだ。